# ペタバイト
ペタバイト (petabyte,記号:PB) は、データ量やコンピュータの記憶装置の大きさを表す単位である。PBと略記される。
ペタバイトは下記の二通りの意味で使われる。
- 1,000,000,000,000,000 = 1,0005 = 1015（1,000兆）バイト
- 1,125,899,906,842,624 = 1,0245 = 250（約1,125兆）バイト

このように二通り使える理由については二進接頭辞の項を参照。
なお、250バイトについてはペビバイトとも言い表すことができる。